# One Of You
One Of You – amerykański projekt muzyczny powstały w 2004 roku, tworzony przez Jessego Leacha, niegdyś występujących wspólnie w zespole Killswitch Engage oraz Nicka Sollecito.
Muzycy nagrali w 2007 roku trzy utwory demo udostępnione na stronie projektu w serwisie Myspace.
Od 2008 roku obaj artyści skupili są na razem tworzonej grupie The Empire Shall Fall.

## Skład
- Jesse Leach – śpiew, perkusja, gitara basowa, gitara, instrumenty klawiszowe, produkcja
- Nick Sollecito – gitara basowa, programowanie, perkusja, gitara, instrumenty klawiszowe, produkcja, nagrywanie
- Alex Chapman – perkusja
- Andrew Brown – instrumenty klawiszowe, programowanie